# Carlo Carretto
Carlo Carretto (ur. 2 kwietnia 1910 w Alessandrii, zm. 4 października 1988 w Spello) − włoski zakonnik ze zgromadzenia Małych Braci Ewangelii bł. Karola de Foucauld, pisarz katolicki, etyk.

## Życiorys
Pochodził z wielodzietnej rodziny. Wychowywał się w Turynie, uczestnicząc w salezjańskim oratorium. Mając 23 lata zapisał się do Akcji Katolickiej. Ukończył studia filozoficzne w Turynie. W 1945 wraz z Luigim Geddą założył Włoskie Stowarzyszenie Nauczycieli Katolickich (wł. Associazione Nazionale Maestri Cattolici). W 1946 stanął na czele krajowego zarządu Akcji Katolickiej Młodych. Został zmuszony do rezygnacji z prezesury Akcji Katolickiej ze względu na swój sprzeciw wobec tendencji ultraprawicowych we włoskiej chadecji w 1952.
W grudniu 1954 wyjechał do Algierii i wstąpił do nowicjatu Małych Braci Ewangelii w El Abiodh niedaleko Oranu. Przez 10 lat wiódł życie eremity na Saharze. Swoje doświadczenie opisał w książce Lettere dal deserto (wł. Listy z pustyni). Wrócił do Włoch w 1965 i osiadł w Spello w Umbrii, gdzie jego zgromadzenie otrzymało dawny konwent franciszkański św. Hieronima. Wokół osoby Carretto zaczęły gromadzić się osoby, które chciały prowadzić życie skupione na pracy i modlitwie. Szereg domów położonych na stokach Monte Subasio zostało przekształconych w eremy (Jakuba, Eliasza, bł. Karola de Foucauld, św. Franciszka, św. Anieli, św. Klary, Béni Abbès). Carlo Carretto był przez 20 lat moderatorem dla grupy naśladowców. Publikował książki, które zostały przetłumaczone na języki europejskie. W 1986 napisał symboliczny List do Piotra, skierowany do papieża Jana Pawła II, w którym bronił zmian przeprowadzonych w łonie włoskiej Akcji Katolickiej. Papież wzywał jej członków do większego zaangażowania w świecie, natomiast Carretto akcentował potrzebę skupienia się na duchowej formacji aktywistów. Zmarł 4 października 1988 w eremie św. Hieronima w Spello.

## Polskie wydania książek Carretto
- 1978 − Listy z pustyni, Warszawa.
- 1979 − Liczy się tylko miłość, Warszawa. ISBN 83-211-0069-4
- 1981 − Pustynia w mieście, Warszawa. ISBN 83-211-0233-6
- 1982 − Bóg naszym Ojcem, Warszawa. ISBN 83-211-0381-2
- 1986 − Szukałem i znalazłem, Warszawa. ISBN 83-211-0777-X
- 1987 − Ja, Franciszek, Niepokalanów. ISBN 83-85037-32-2
- 1992 − Bóg, który nadchodzi. T. 1, Kraków. ISBN 83-900262-3-6
- 1992 − Bóg, który nadchodzi. T. 2, Kraków. ISBN 83-85541-80-2
- 1993 − Droga bez końca, Warszawa. ISBN 83-85541-71-3
- 1993 − Ponad rzeczami, Kraków. ISBN 83-85541-72-1
- 1996 − Rodzina małym Kościołem, Warszawa. ISBN 83-7119-056-5
- 1996 − Wolność czy szczęście?: "utopia", która ma moc cię zbawić, Wrocław. ISBN 83-86204-95-8
- 1998 − Myśli na każdy dzień, Wrocław. ISBN 83-85880-62-3
- 2002 − Tajemnice pustyni: antologia, Kraków. ISBN 83-7097-717-0
- 2003 − Miłość w ciszy, Wrocław. ISBN 83-88598-31-7
- 2003 − Zakochany w Bogu: autobiografia, Kraków. ISBN 83-7221-410-7
- 2004 − Błogosławiona jesteś, któraś uwierzyła, Wrocław. ISBN 83-88598-40-6
- 2006 − Bóg, który przychodzi: w oczekiwaniu na spotkanie, Wrocław. ISBN 83-88598-43-0